# Gräberfeld von Broåsen

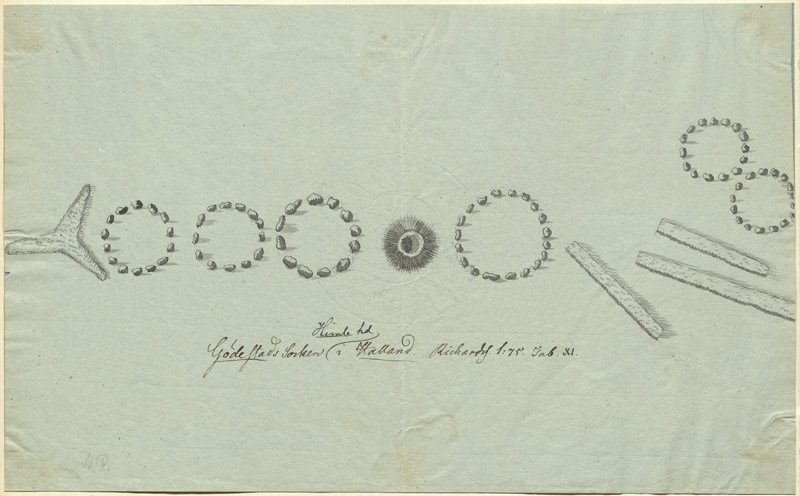
Gräberfeld von Broåsen

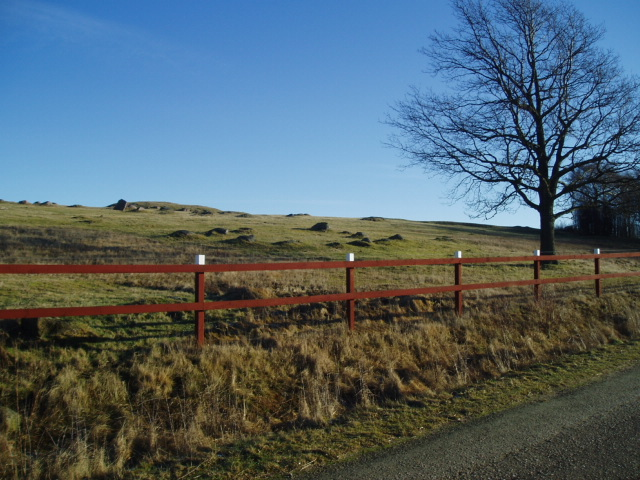
Steinkreise

Das Gräberfeld von Broåsen in Grimeton liegt etwa acht Kilometer östlich von Varberg in der schwedischen Provinz Hallands län in der historischen Provinz Halland. Ein Hohlweg verband den Standort mit dem zwei Kilometer östlich gelegenen Gräberfeld am Högaberg. 

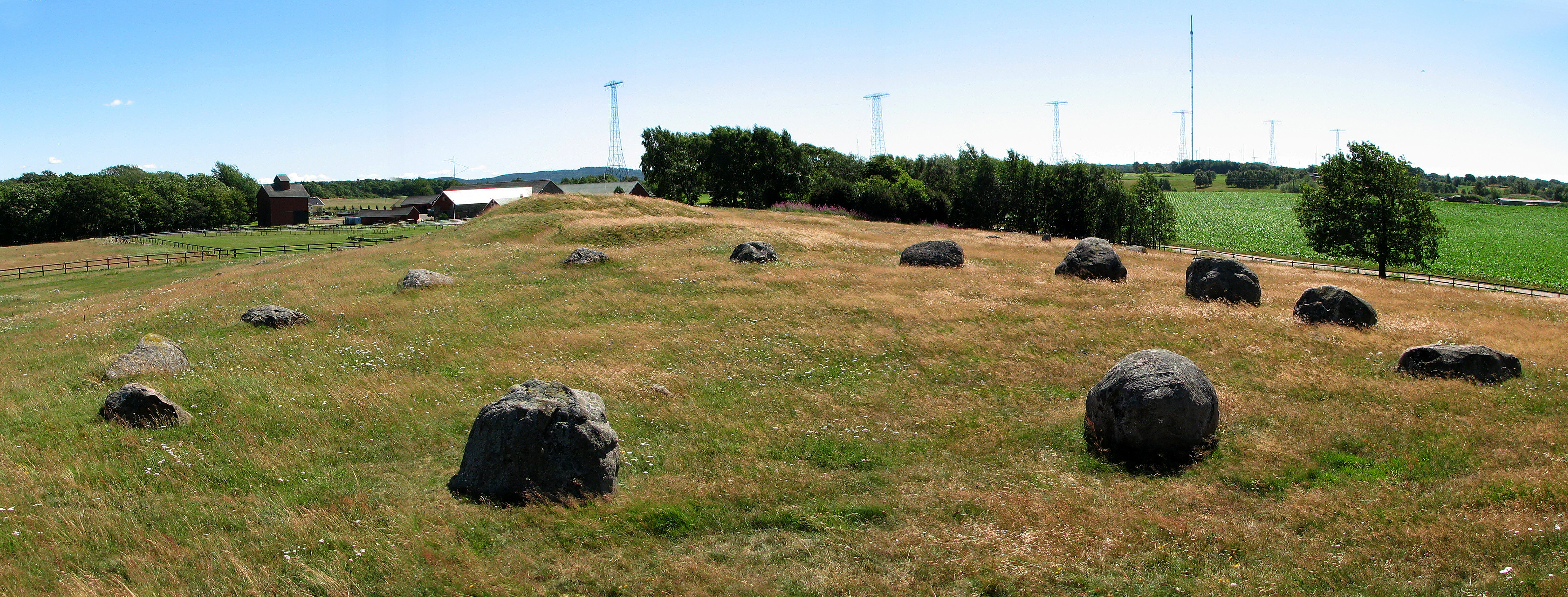
Steinkreis Götriks Ring

Das Gräberfeld weist etwa 60 sichtbare Monumente verschiedenen Typs auf, darunter sind: 20 runde Steinsetzungen, neun Domarringe, acht schiffsförmige oder ovale Steinsetzungen, fünf runde Grabhügel, drei Langhügel, drei Treudds, drei rechteckige oder ovale Steinkreise und eine Schiffssetzung.
Der größte Richterring heißt Götriks Ring. Er hat etwa 20,0 m Durchmesser und besteht aus 13 Steinen. Die typischen zigarrenförmigen Langhügel der Westküste sind ebenfalls vertreten. Der größte ist etwa 40,0 Meter lang.
Auf dem Gräberfeld wurden einige exklusive Funde gemacht: Ein Armband aus vergoldetem Sterlingsilber, ein Armband aus Silber mit Goldeinsätzen und Glasbecher. Dies deutet darauf hin, dass Grimeton ein zentraler Ort auf einer Landzunge war und das umliegende Tal während der mittleren Eisenzeit beherrschte.
Im Umfeld des Gräberfeldes steht ein etwa 5,0 m hoher Bautastein, der Slummesten, auch Slommestenen oder Kung Götriks sten genannt.